# King & Country
King & Country is een Britse oorlogsfilm uit 1964 onder regie van Joseph Losey.

## Verhaal
Tijdens de Eerste Wereldoorlog moet een advocaat een deserteur verdedigen voor de krijgsraad. Aanvankelijk voelt hij daar niets voor, maar wanneer de deserteur zijn verhaal doet, krijgt de advocaat sympathie voor zijn zaak. Hij besluit de behandeling van dienstplichtigen door de aristocratische legerleiding aan de kaak te stellen.

## Rolverdeling
| Acteur          | Personage                 |
| --------------- | ------------------------- |
| Dirk Bogarde    | Kapitein Hargreaves       |
| Tom Courtenay   | Soldaat Arthur James Hamp |
| Leo McKern      | Kapitein O'Sullivan       |
| Barry Foster    | Luitenant Webb            |
| Peter Copley    | Kolonel                   |
| James Villiers  | Kapitein Midgley          |
| Jeremy Spenser  | Soldaat Sparrow           |
| Barry Justice   | Luitenant Prescott        |
| Vivian Matalon  | Priester                  |
| Keith Buckley   | Korporaal van wacht       |
| James Hunter    | Soldaat Sykes             |
| Jonah Seymour   | Korporaal Hamilton        |
| Larry Taylor    | Sergeant-majoor           |
| David Cook      | Soldaat Wilson            |
| Richard Arthure | Wachter                   |